# Арменска тайна армия за освобождение на Армения
„Тайна армия за освобождение на Армения – ТАОА“ (на арменски: Հայաստանի Ազատագրութեան Հայ Գաղտնի Բանակ (ՀԱՀԳԲ), Хаястани азадакрутян хай кагхдни панаг) известна като АСАЛА по англоезичната абревиатура на името си (на английски: „Armenian Secret Army for the Liberation of Armenia“ – ASALA) е силна лява въоръжена арменска националистическа терористична организация, най-активна в периода 1975 – 1988 г., целяща да привлече вниманието върху извършения от турците арменски геноцид над милион и половина арменци и възстановяване на свободна Армения, обединявайки съветската и турската ѝ част.
Организацията е отговорна за над 60 атаки срещу турски цели, тя допринася и за арменския успех във войната в Нагорни Карабах.
Организацията е определяна като съпротивителна партизанска и въоръжена, а от САЩ и Турция като терористична. При атаките ѝ срещу турски цели са убити 46 и са ранени 299 души.
Оперативният периметър, който обхващат атаките ѝ, е: Турция, Близък Изток, Европа, Северна Америка, като получава чувствителна подкрепа от арменската диаспора в Европа и Северна Америка.
Други названия, с които АСАЛА и свързаните с нея групи са известни, са: „Група Гурген Яникян“, „Организация 3-ти октомври“ (по датата на атентат в Женева), „Организация 9 юни“, „Септембер Франс“, „Организация Орли“, „Отмъстители за арменския геноцид“ (ДЖИСАГ) и пр.
Основни противници:
- Турция и турските специални служби
- Турската ултранационалистка структура Сивите вълци на Чатлъ
- Секретната натовска организация „Гладио“

## Предпоставки и цели
В 1915 г., Турция извършва масови кланета на арменското си население, при които загиват според различните данни между няколкостотин хиляди и два милиона арменци. От 1920 до 1922 арменски националисти от партията „Дашнакцутюн“ провеждат операция „Немезис“ – акция на възмездието, като ликвидират турските лидери съпричастни към арменския геноцид, а също лидерите на Азербайджанската демократическа република, съпричастни към клането на арменците в Баку в 1918 г. където са изклани между 9 и 30 хил. арменци. Операцията се ръководи от Армен Гаро, Шаан Сатчаклян, Шаан Натали и Григор Мерджанов. Това обаче не успокоява духовете на арменците. В 1973 в Лос Анджелис двама турски дипломати са убити от Гурген Яникян, единият от оцелелите след геноцида. Той се опитва да превърне съдебния процес в такъв срещу арменския геноцид, но прокурорът Давид Миннер не позволява това. Осъден е да лежи до живот, но е освободен 1 месец преди да умре.
Прокламираната от АСАЛА основна цел е да накара Турция да признае Арменския геноцид, да плати обезщетения и да върне арменските територии, известни като „Уилсънова Армения“ дадени на Армения в 1920 г. по силата на Севърския договор, наричан в тази си част от арменците „Уилсънов договор“ по името на американския президент Удроу Уилсън, който я инициира, след като САЩ получават мандат да определят арменските граници. Договорът обаче не влиза в сила, точно напротив – турското опълчение, командвано от Ататюрк, разбива не само гръцките и другите интервентски войски, но побеждава и в Турско-арменската война. В ноември 1920 арменските войски са разбити при Ерзурум, Армения капитулира и подписва Александрополския мирен договор с Турция, с който се признава Севърският за анулиран и се удовлетворяват турските териториални претенции, a в 1921 г. СССР и Турция сключват Московския договор и Договора от Карс, с които на Турция са потвърдени отстъпените историческите арменски области, дотогава част от Руската империя – Карс, Ъгдър и Ардахан.
Въоръжените акции са мотивирани отново с необходимостта да принудят Турция да признае геноцида над арменския народ в 1915 г. В числото на прокламираните цели и средства са:
- Използване на революционно насилие за прекратяване „експлоатацията, репресиите и терора на турския колониализъм“, а също „империализма“ на НАТО и ционизма;
- атаки на турски представителства и институти по целия свят, а също срещу тези страни, които поддържат турската политика;
- утвърждаване на „научния социализъм“ като политическа доктрина за възобновяване на арменската държава;
- превръщане на Армения в база за революционна борба против Турция.

Гербът на АСАЛА е картата на Армения по Севърския договор в центъра с ръка, издигаща автомат Калашников. Девиз на организацията е – „Въоръжената борба и правилната политическа линия са пътят пред Армения“ и „Да живее революционната солидарност на угнетените народи“.
От 1980 до 1997 г. излиза официалният орган АСАЛА – многоезичното илюстрирано списание „Айастан“ („Армения“). Филиали на поддържащото дейността на АСАЛА „Арменското народно движение“ (АНД) със седалище в Атина печатат периодичните издания „Кайдзер“, „Ай Пайкар“, „Азат Ай“, „Нор Серунд“ и др.

## Дейност
Тайната армия за освобождение на Армения е основана под името „Група на затворника Гурген Яникян“ от ливанските арменци Агоп Агопян (роден в Мосул, Ирак като Арутюн Такошян или Харутин Хагусян), Агоп Таракчиян, журналиста Джеймс Карнусян и писателя Кеворк Аджемян през 1975 в Бейрут, Ливан, по време на Ливанската гражданска война, подпомогнати от арменски емигранти и арменски интелектуалци, както и от съпричастни палестинци. Приоритетите на действията ѝ, посочени от лидера ѝ Агопян, степенувани по значимост са: първо ликвидиране на турски дипломати и атаки срещу турски цели и второ освобождението на Армения „окупирана от Червената армия и вкарана в СССР“, но действия по втората цел няма, АСАЛА се съсредоточава изцяло в атентати срещу турци. Върхът на структурата е „Главно командване на народа на Армения“ (VAN).
Първоначално организация предприема нападения по турски дипломати, за да привлече внимание към арменския проблем. Впоследствие ASALA извършва операции и против представители на западни страни: нападения на офиси на авиокомпании, нападения на официални представители на страните, държащи командоси на ASALA в затвора. Отчасти основната цел е постигната: числото на публикации за Арменския геноцид в медиите, вследствие
на атаките многократно нараства.
На 3 октомври 1980 г. след преждевременен взрив на бомба в женевски хотел, за пръв път са арестувани членове на АСАЛА – Алекх Енигомшян и Сузи Махсереджян. В 1981 умира от рак Акоп Тарагчян, отговорен за десетки взривове в Турция в периода 1975 – 1980 г.
По-големите от над 84-те атаки на АСАЛА и свързани с нея групи са:
- „Операцията Ван“ – 15-часово завземане на турското консулство в Париж на 24 септември 1981, където са взети 56 заложници, поставени са искания за освобождаване на 12 политически затворници, държани в Турция – 2 арменски свещеника, 5 кюрди и 5 турци, кризата е предавана по телевизията и печели най-висок рейтинг във Франция, в подкрепа на атаката се обявяват видни французи най-вече от арменски произход – големият кинорежисьор Анри Вернули, героинята от съпротивата Милении Манукян, певицата Лиз Сараян и др. * Следващата голяма операция е атаката на международното летище на Анкара „Есенбога“ на 7 август 1982 г. – първият случай, когато АСАЛА атакува не дипломати, а цивилни – двама въоръжени нейни членове откриват огън в чакалнята, убиват 9 пътника и раняват и 82, 20 са взети заложници, единият атентатор – Левон Екмекджан е заловен жив и добре е използван от турските служби преди да бъде екзекутиран.
- Следваща много голяма акция е взрива на касата на турските аеролинии в парижкото летище „Орли“ при който загиват 8 цивилни, 6 от които дори не са турци – 4 французи, швед и американец, 60 души са ранени, взривът всъщност е бил планиран да избухне на борда на самолета, според изтръгнатите признания от 20-годишния сирийски арменец Варужан Карапетян.
- На 15 юли 1983 г. серия от 4 взрива в Техеран (март 1984) и др.
- Покушенията срещу турски задгранични служители в дипломатически мисии, банки, турските аеролинии, туроператори и т.н., при които над 40 турски дипломати са екзекутирани, включително на 9 септември 1982 г.
- В България е убит Бора Сюелкан – турски вицеконсул в Бургас.
- Последен е взривът на 22 юни 1997 г., на който за пореден път е подложено турското посолство в Брюксел.[16]

Турските власти и турските секретни служби (МИТ) първоначално приписват атентатите, извършвани от организацията, на секретните служби на Гърция (каквито са и първите подозрения и за атентата им в Бургас) и на Кипър, на палестинци, ливанци, Сирия дори СССР чрез КГБ. Впоследствие, когато вече е известно кой е отговорен за тях, Турция продължава да настоява, че посочените подпомагат АСАЛА и да ги обвинява за това.
През време на дейността (без тази в Карабах) от няколкостотинте активисти загиват над 30 члена на АСАЛА, а други няколко десетки са арестувани, от тях пръв е пуснат на свобода Алек Енигомшян, а последен – Варужан Карапетян (в 2001 г.).
В резултат на убийствата обаче се стига до един необмислен от терористите резултат – в Турция се надигат много силни обществени настроения срещу арменците и особено срещу малобройното арменско малцинство, все още останало в страната. На 19 октомври 1979 избухва взрив в арменския патриархат в Истанбул, в 1980 турските власти арестуват арменския свещеник Мануел Йергатян и го осъждат на 14 години затвор само за предполагаемо притежание на карта на Армения с днешни турски територии, което го свързвало с АСАЛА, след атаката на Анкарското летище на 10 август 1982 г., Артин Пеник, турчин от арменски произход, се самозапалва в знак на протест срещу нея и т.н.
Израелското нападение в Ливан в 1982 г. кара Организацията частично да се пребазира в Сирия и тя губи значителна част от бойния си потенциал, това слага край на най-успешния период на ASALA. По повод атаките ѝ „Тайм“ в 1983 г. пише: „В последното десетилетие, 36 турски дипломата бяха убити в разни страни, от тях четири в САЩ. Боевата формация изглежда високо професионална, започвайки от създаването ѝ в 1975 г., най-известната групировка марксистката арменска АСАЛА, се тренира на базите на ООП в Бейрут“.
През 1983 поради тактически различия по въпроса за допустимостта на диверсии, водещи до цивилни включително нетурски жертви особено след атентата на „Орли“, групировката се разцепва на 2 крила – крайно „ASALA Войнствени“ (ASALA Militant), водено от Агопян, и умерено „Революционно движение АСАЛА“ (ASALA-Mouvement Révolutionnaire, ASALA-RM), водено от Монте Мелконян. Осъждайки атентата на летище Орли диаспората фактически спира финансовата поддръжка и в април 1983 Арменското национално движение във Франция заедно с арменските организации във Великобритания и САЩ предприемат план да сформират „Демократически фронт“ в противовес на ASALA, така се появява споменатото ASALA-RM с ръководител Монте Мелконян, което отрича „слепия терор“ като вреден за делото на арменското освобождение. Фракцията на Мелконян се придържа строго към старата стратегия – атаки само срещу турски дипломати и държавни служители, докато тази на Агопян не се вълнува от броя на страничните жертви и дори редовно екзекутира несъгласни членове. ASALA след разкола изпада във вътрешни конфликти, което води до съкращаване на деятелността ѝ. Френските власти, уязвени от бомбата на „Орли“, незабавно сменят курса си към нея от леките присъди на атакувалите преди това турското посолство, чиято арменска кауза дори е наречена „справедлива“ от френския министър на вътрешните работи Гастон Дефер, към незабавни арести на членовете ѝ и безкомпромисна борба с нея. Освен това живеещите в Ливан палестинци се настройват срещу групировката, като я обвиняват, че не взема страна срещу Израел, те оттеглят поддръжката си и издават много тайни за арменските терористи на френското разузнаване. В 1983 от турските служби е заловен Левон Екмеджан, единият от атакувалите летището в Акара, той е разпитван и получил обещание от шефовете на турските служби, че той и другарите му няма да пострадат, признава и им разкрива структурата на АСАЛА, дори прави публичен призив за прекратяване на насилието, но логично е осъден на смърт и екзекутиран на 29 януари 1983.
Последната атака, в извършването на която е подозирана АСАЛА, е бомбената атака на турското посолство в Брюксел в 1997 г.
Освен МИТ (Milli Istihbarat Teskilati, MIT – Национална разузнавателна организация, турската държавна вътрешна и външна спецслужба) срещу АСАЛА се борят и турските ултранационалисти от структурата на Абдуллах Чатлъ, Сиви вълци, както и тайната НАТО-вска организация Гладио. След атаката на анкарското летище лично премиерът Кенан Еврен дава заповед АСАЛА да бъде елиминирана. Операцията се ръководи от дъщерята на премиера, която е офицер от МИТ, шефа на турското външно разузнаване Метин (Мете) Гюньол (Metin Günyol) и Истанбулския регионален директор Нури Гюндеш. В април 1983 групи, организирани от службите, са пратени в Ливан и Париж, в едната Гюньол привлича за ръководител наемния убиец Абдуллах Чатлъ, току-що излежал присъда за наркотрафик в Швейцария, втората френска група е оглавена от офицера Сабах Кетене (Ketene), Ливанския контингент е само от офицери на службите и специалните сили, оглавява го офицерът от МИТ Хирам Абас. На 22 март групата на Чатлъ залага бомба в колата на Ара Торанян, но тя не се задейства, следващият опит също се проваля, Троянян споделя, че атентаторите са минирали грешна кола, колата бомба, предназначена за Анри Папазян, на 1 май 1984 г. също не експлодира. Папазян, както сега се смята, всъщност е убит в резултат на вътрешни борби. Чатлъ претендира за убийството на Агоп Агопян, но по това време той отново е в затвора за наркотрафик, този път във Франция. Втората френска група (водената от Kетене) извършва някои атаки (за които Чатлъ също така твърди, че са негова работа), като взривяването на арменския паметник в парижкото предградие Алфордвил (Alfortville) на 3 май 1984 и атаката на концертната зала Сал Плиел (Salle Pleyel) в Париж. Не е известно ливанската група да прави нещо забележимо.

### Група Орли
Групата Орли, или Организацията Орли, се създава в 1981 г. от арменски младежи, живеещи във Франция с цел освобождение на арестувани членове на бойната организация ASALA. От 1981 до 1982 г. устройва няколко взрива, в резултат на които постига изпълнение на конкретни свои искания. До 1987 групата осъществява над 10 тероростични акта в аеропорти на разни страни, предизвикали тежки последствия. В редовете на АСАЛА отношението към нея е крайно противоположно и в крайна сметка води да разкола в 1983 г.

## Деактивиране на организацията
През 1988 в Атина e убит лидерът на организацията Агоп Агопян. Това става на 28 април в 4:30 сутринта на тротоара пред апартамента му в атинското предградие Палайо Фалиро, докато чака такси до летището, за да лети до Белград. Тогава двама маскирани излизат от паркирана кола и единият стреля два пъти с рязана пушка по него, ранява го и след това го доубива с още 2 изстрела. За неговото убийство са задържани четирима бивши членове на организацията, но никой не поема отговорност за атентата. Упреквани са бивши лейтенанти от организацията му и хора от конкурентното ѝ крило на Мелконян, дори сирийците, заради отказа му да бомбардира християнските квартали в източен Бейрут и близките му връзки с палестинците на Абу Аяд, според други сведения Агопян е убит от върлите му врагове Сивите вълци на Чатлъ, но най-силни подозрения падат върху турските тайни служби. Според турски източници, цитирани от в-к „Сабах“, убийството е планирано и извършено от екип, формиран и ръководен от шефа на службите Метин Гюньол. Турското правителство официално отрича това. Ликвидирането на лидера обезглавява крайното крило на организацията, което след неговата смърт фактически престава да действа.
Умереното крило обаче, въпреки формално деактивирано от лидера си Монте Мелконян, продължава дейността си под различни форми. То заедно с другите от АСАЛА се включва на страната на Армения срещу Азербайджан в бойните действия в Нагорни Карабах, във войната която се води там от 1991 до 1994 г., в нея Мелконян оглавява група от 5000 бойци, които имат голям принос за успешните арменски военни действия във войната. Монте Мелконян загива в Нагорни Карабах в юни 1993 г. Погребан е с почести във военното гробище Ераблур в Ереван, където са погребват героите на Армения.

## В културата
През 2000 г. в Ереван във военното гробище на арменските герои „Ераблур“ (три хълма) е издигнат внушителен скулптурен паметник на падналите членове на АСАЛА, открит тържествено с участието на гръцкия политик Манолис Глезос и други официални гости.
Арменската поетеса Силва Капутикян пише поемата „Вали дъжд, сине мой“, посветена на Левон Екмекджан, един от двамата организатори на атаката на Анкарското международно летище в 1983 г.
Испанският журналист, заместник-директор на вестник „Пуебло“, Хосе Антонио Гуриаран (Gurriarán) случайно ранен по време на нападение на групата на АСАЛА „3-ти октомври“ през 1980 година, заинтересован какво цели тази група, интервюира членове АСАЛА. Публикува в 1982 книгата си „La Bomba“, посветен на арменския въпрос, арменските активисти и тяхната борба.